# Меркато-Сан-Северино
Меркато-Сан-Северино (італ. Mercato San Severino) — муніципалітет в Італії, у регіоні Кампанія, провінція Салерно.
Меркато-Сан-Северино розташоване на відстані близько 230 км на південний схід від Рима, 45 км на схід від Неаполя, 12 км на північ від Салерно.
Населення — 22 322 особи (2014).
Щорічний фестиваль відбувається 16 серпня. Покровитель — святий Рох.

## Демографія
Населення за роками:

Станом на 1 січня 2023 року в муніципалітеті офіційно проживали 674 іноземці з 48 країн, серед них 231 громадянин країн Євросоюзу та 163 громадяни України.

## Сусідні муніципалітети
- Бароніссі
- Брачильяно
- Кастель-Сан-Джорджо
- Кава-де'-Тіррені
- Фішіано
- Монторо-Інферіоре
- Роккап'ємонте
- Сіано